# Cyanus triumfettii
Cyanus triumfettii là một loài thực vật có hoa trong họ Cúc. Loài này được (All.) Dostál ex Á.Löve & D.Löve mô tả khoa học đầu tiên năm 1961.